# Desportivo Brasil
Il Desportivo Brasil è una società calcistica brasiliana con sede nella città di Porto Feliz, nello stato di San Paolo.

## Storia
Il Traffic Group ha fondato il Desportivo Brasil il 19 novembre 2005, e gestisce il club da allora.

## Palmarès

### Competizioni giovanili
- Milk Cup: 1

2012 (nder-16)